# Dioctria arbustorum
Dioctria arbustorum är en tvåvingeart som beskrevs av Pavel Lehr 1965. Dioctria arbustorum ingår i släktet Dioctria och familjen rovflugor. Inga underarter finns listade i Catalogue of Life.